# 徳井義実のチャックおろさせて〜や
『徳井義実のチャックおろさせて〜や』（とくいよしみの チャックおろさせてーや）は、BSスカパー!で放送されていたバラエティ番組である。

## 概要
チュートリアル徳井の冠番組として、スカパー!プレミアムサービスのアダルトチャンネルで、年数回不定期に放送されているスカパー!加入者限定の特別番組。地上波テレビでは放送出来ない、エロ・下ネタ満載の内容で、人気AV女優も多数出演。
その余りの過激で馬鹿馬鹿しい内容に、AV女優ではない女性タレントのアシスタントが1回で降板したり、各方面から叱られたりしながらも、番組内で出演者が「千原せいじさんから、とんでもない事やってるらしいなと言われた」（徳井）や、「放送直後には自身のTwitterに過去最高のリプライがあった」（吉木りさ）など、業界関係者を中心に、コアなファンが多い。

## 出演者

### MC
- 徳井義実（チュートリアル）

### アシスタント
- 高部あい（第1回）
清純派女優でありながら騙されて番組に参加。聞かされていなかった、エロ・下ネタ満載の内容に赤面しながらも「アナル」と連呼するなど奮闘したが、1回で降板。高部は後にコカイン所持と使用で逮捕されており、この番組の出演が遠因とも報道されている[1]。
- 小原春香（第2回）[2]
元AKB48・SDN48のアイドルでありながら、こちらも騙されて番組に参加。最後までアイドルらしいテンションを貫き通すも1回で降板。
- 吉木りさ（第3回～第6回）
こちらも騙されて第3回に参加。その内容に呆れ「次回出演は丁重にお断りさせて頂きます」と本番中に宣言するも、また騙されて第4回に参加してしまった。第6回では「AV男優大好き渋谷女子リサーチ」企画にて、何故か吉木への質問が集中。「電マ持っていますか?」の質問に対しては、相当の沈黙の後に「ノーコメント」と答え、「仕事柄パイパンですか?」の質問に「ゆでたまご型。全身つるつる」と答えてしまった。ただしビラビラの形を聞かれた際にはブチ切れた。番組内では「吉木姐さん」と呼ばれた。
- 松井咲子（第7回）
元AKB48のメンバー。事前通知、事前知識有り。『山里亮太の不毛な議論』で取り上げられて山里亮太から知った。動画共有サービスでテラスハウスの関連動画として見てしまい「不覚にも笑ってしまった」と告白。

### レギュラー
- 中川貴志（ランディーズ）
- レイザーラモンRG
- すっちー（1～4回・7回）

### ナレーター
- 佐藤政道

### ゲスト（AV女優）
- 第1回：星野あかり、紗倉まな
- 第2回：桜木凛、二階堂あい、神谷まゆ、波多野結衣、美泉咲、神咲詩織、吉川あいみ、松本メイ、浅野えみ
- 第3回：上原亜衣、桜木凛、波多野結衣、初美沙希
- 第4回：波多野結衣、初美沙希、桜木凛、吉川あいみ、浅野えみ、上原亜衣、白石麻莉奈
- 第5回：あやみ旬果、小島みなみ、佐倉絆、初美沙希
- 第6回：春原未来、初美沙希、波多野結衣
- 第7回：羽咲みはる、初川みなみ、JULIA、湊莉久

## 主なコーナー・企画
- スカパー!アダルト放送大賞密着ドキュメント（第1回、第4回、第6回）
レイザーラモンRGをレポーターに、ノミネートされた女優にインタビューしたり、授賞式当日の舞台裏をレポートしたりする企画。RGが毎回特定の女優に恋心を抱き、偏ったレポートをするのがお約束の展開になっている。
- ぽこxたて（第1回、第2回）
フジテレビ系で放映されていたバラエティ番組『ほこ×たて』のパロディ企画。「絶対にイカない女VS絶対にイケる電マ」や「絶対にイカない男VS絶対にイカせる男」を放送。フォーマットやBGMなどは本家を忠実に再現。馬鹿馬鹿しいながらもクライマックスではスタジオ出演者が大いに盛り上がり、本家がスタッフ側の不祥事で打ち切りになった後も存続している。
なお「絶対にイカない男VS絶対にイカせる男」にて、イカない男の沢井亮をイカせる男として打ち負かしたタクヤ（新宿2丁目でオカマバー『コレステロール』を経営）は、その模様が動画投稿サイトに投稿されて反響を呼び、台湾ではバラエティ番組『康熙来了（カンシーライラ）』[3]と『姐妹私房話』[4]、奇米遊戲社のゲーム『口袋戰姬』のCM[5]、映画『沙西米』、プロレス『DRAMATIC DREAM TAIWAN』に出演。日本ではオナホール『ぜったいイカせる男タクヤ 超テク完全再現。』[6]、歌『NODOWAZIME ～のど輪締め～』、アダルトビデオ『バコバコバスツアー2015』が発売された。
- ペロペロハウス（第3回～第5回）
フジテレビ系で放映されているバラエティ番組『テラスハウス』のパロディ企画。恋愛を求めて、1軒のコテージに集まる男女のなかに、一人だけフェラチオ大好きな女性（第3回：長谷川しずく、第4回：乙葉ななせ、第5回：彩城ゆりな）が混じっており、その状況の中でもカップルが成立するのかを定点カメラで撮影しクイズにする。MCの徳井自身が本家に出演していたり、フォーマットやBGMなどは本家を忠実に再現。当初はタイトルを『フェラスハウス』にすることも検討されたが、さすがに怒られると断念された。『ぽこxたて』に続き、本家である番組が相次いで終了している事が番組内で話題になっていた。
このコーナーに「馬場俊樹」名義で出演したぷりずん。・兼近が後にEXITとしてブレイクした。
- はじめてのアナル（第2回）
日本テレビ系で放映されているバラエティ番組『はじめてのおつかい』のパロディ企画。アイパー滝沢（えんにち）が風俗嬢で風俗講師でもある水嶋かおりんの手ほどきで、はじめてのアナル体験に挑む様子を放送。アイパー滝沢は当初、まったくアナルプレイに関心がなかったが、この企画で病みつきになり『アイパー滝沢の穴』というスピンオフ企画も放送された。なお後日の放送で、この企画に参加したために彼女と別れる事になったと報告している。
- 大人のデパートエムズプレゼンツ 手コキカラオケ90点以上とったら100万円!（第6回～第7回）
出場者が十八番のカラオケを歌っている間、番組厳選の風俗嬢から「手コキ」されながら歌を歌う。カラオケ機械の採点が90以上なら、エムズから現金100万円をプレゼント。もし歌唱途中に射精してしまっても、失格にはならない。出場者の中には前述のEXIT・兼近(馬場俊樹名義)と大西ライオンらお笑い芸人もいて高い歌唱力を披露していた。
- クイズ・イレオネア（第7回）
『クイズ・ミリオネア』のパロディ。但しクイズが出題されるわけではなく、女性参加者の女性器に挿入出来るものの限界に挑戦し、成功すると賞金が支払われる。
- セクシー女優 夜のから騒ぎ（第7回）
日本テレビ系で放送されている『恋のから騒ぎ』のパクリ企画。徳井が冒頭に明石家さんまに対して「タイトルの無断使用」について謝罪した。

## 放送リスト

### 第1回「徳井義実のチャックおろさせて〜や 春の催し」
- 放送日：2013年3月16日、0時-2時（生放送）
- MC：徳井義実（チュートリアル）
- アシスタント：高部あい
- 出演：星野あかり（スカパー!アダルト放送大賞2013　熟女女優賞）、紗倉まな（スカパー!アダルト放送大賞2013　新人女優賞）、中川貴志（ランディーズ）、すっちー、レイザーラモンRG

### 第2回「徳井義実のチャックおろさせて〜や －夏の催し－」
- 放送日：2013年7月20日、0時-2時（生放送）
- MC：徳井義実（チュートリアル）
- アシスタント：小原春香
- 出演：中川貴志（ランディーズ）、すっちー、レイザーラモンRG
- ゲスト：桜木凛、二階堂あい、神谷まゆ、波多野結衣、美泉咲、神咲詩織、吉川あいみ、松本メイ、浅野えみ（SOD女子社員）、水嶋かおりん

### 第3回「徳井義実のチャックおろさせて〜や －クリスマスの催し－」
- 放送日：2013年12月21日、0時-2時（生放送）
- MC：徳井義実（チュートリアル）
- アシスタント：吉木りさ
- 出演：レイザーラモンRG
- ゲスト：上原亜衣、桜木凛、波多野結衣、初美沙希

### 第4回「徳井義実のチャックおろさせて〜や －1周年の催し－」
- 放送日：2014年3月29日、0時-2時（生放送）
- MC：徳井義実（チュートリアル）
- アシスタント：吉木りさ
- 出演：中川貴志（ランディーズ）、すっちー、レイザーラモンRG
- ゲスト：波多野結衣、初美沙希、桜木凛、吉川あいみ、浅野えみ

### 第5回「徳井義実のチャックおろさせて〜や Z　～秋の収穫祭～」
- 放送日：2014年11月8日、0時-2時（生放送）
- MC：徳井義実（チュートリアル）
- アシスタント：吉木りさ
- 出演：中川貴志（ランディーズ）、レイザーラモンRG、アイパー滝沢（えんにち）
- ゲスト：あやみ旬果、小島みなみ、佐倉絆、初美沙希、水嶋かおりん

### 第6回「徳井義実のチャックおろさせて〜や」
- 放送日：2015年3月28日、0時-2時
- MC：徳井義実（チュートリアル）
- アシスタント：吉木りさ
- 出演：中川貴志（ランディーズ）、レイザーラモンRG
- ゲスト：波多野結衣、初美沙希、春原未来、しみけん、森林原人、赤いティッシュ

### 第7回「徳井義実のチャックおろさせて〜や」
- 放送日：2016年10月22日、23時-25時（生放送）
- MC：徳井義実（チュートリアル）
- アシスタント：松井咲子
- 出演：すっちー、レイザーラモンRG
- ゲスト：羽咲みはる、初川みなみ、JULIA、湊莉久

## エピソード
- 番組のアイキャッチは日本テレビで放送されていた『DAISUKI!』のパロディーである。
- 司会がお笑いタレントであることや女性アシスタントがグラビアアイドル。またAV女優の出演・アダルトビデオの紹介をするなどかつての『ギルガメッシュNIGHT』のようなお色気番組を彷彿させるような番組である。

## スタッフ
第7回（2016年10月22日放送分）
- 構成：田中淳也
- TD：古田洋二
- SW：藤谷治男（第5回ではTD／SW）
- カメラ：涌田尚孝
- 音声：石原雄一
- 照明：相川篤志
- VE：古谷真治
- 営業：木村伸
- 美術：森つねお
- 美術進行：柴田岳
- 音効：山本達也
- メイク：北原由梨、わかさきみほ
- 技術協力：フジ・メディア・テクノロジー（旧八峯テレビ/FLT）、スタジオヴェルト、ZACK
- 美術協力：TACreate
- AD：大久保翔太（大久保→第6回ではFD）、神田啓太
- キャスティング：柴垣早智子
- 編成：渡部康弘、牛越美羽
- ディレクター：森伸太郎、流郷敏隆
- プロデューサー：赤松勇介、櫻井亮
- 演出：和田英智
- 制作協力：LARGEST ARMY
- 製作著作：スカパー!

### 過去のスタッフ
- TD：若林茂人（第6回）
- SW：輿水卓（第6回）
- カメラ：細野太郎（第3,6回）、畠山直人（第4回）
- 音声：南英一（第4回）、吹野真穏（第5,6回）
- VE：石田淳（第4回）
- 照明：藤井梅雄（第3,4回）、田部井利行（第5,6回）
- 美術：小笠原吾郎（第4回）
- デザイン：前田香織（第1〜6回）、十時健太（第3回）
- 美術進行：楢崎仁志（第6回）
- 大道具：津賀裕太
- 音効：若林雄二（第3回）
- CG：松下剛士、梶浜育磨
- メイク：渡辺いづみ（第3回）、池田真希、今野未起、半田さち代（池田〜半田→第6回）
- TK：菊地瑞穂
- 協力：成人番組倫理委員会、kmpチャンネル、プレイボーイチャンネル、レインボーチャンネルHD、ミッドナイト・ブルー、パラダイステレビHD、チェリーボムHD、VENUS、バニラスカイチャンネル、エンタ!959HD
- スカパー!コンテンツコミュニティー：岡部元貴（第3回）、内田昭二、玉利剛一、渡辺里沙（3人全員第4回）
- プロモーション：宮坂友介（第3回）、照井ケンタウロス（第4回）、川原崎紘史（第6回）
- AD：岡島悠太、鎧塚知己
- ディレクター：高橋良太朗、須藤哲也（いずれも第4回）、藤井敏嗣（第6回）
- プロデューサー：山田義光（スカパー!、第4回）
- 制作協力：フジ・メディア・テクノロジー（第4回まで）